# ReviseF65

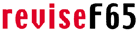
Logo der ReviseF65

ReviseF65 ist eine international tätige, pansexuelle Projektgruppe aus Norwegen, die die Entfernung der Diagnoseschlüssel Fetischismus, Transvestitismus und Sadomasochismus aus der von der Weltgesundheitsorganisation (WHO) herausgegebenen „Internationalen statistischen Klassifikation der Krankheiten und verwandter Gesundheitsprobleme“ (ICD) zum Ziel hat und nicht zuletzt dadurch auch Erfolge in der Arbeit gegen die Diskriminierung und Vorverurteilung von Sadomasochisten, Fetischisten und Transvestiten erreichen will.

## Entstehung
Durch die Einordnung des erotischen Sadomasochismus, Fetischismus und Transvestitismus in den ICD unter der Schlüsselnummer F65 (Störungen der Sexualpräferenz inklusive der Paraphilie) wird diesen Praktiken und Lebensformen eine ungesunde beziehungsweise krankhafte Störung zugeschrieben, die ähnlich wie die frühere Einordnung der Homosexualität als Krankheit in der zugehörigen Subkultur bekämpft wird. Der Name des Projekts ergibt sich aus diesem Schlüssel und der Forderung nach Revidierung desselben (revise: Engl. für revidieren, überdenken). Von der Projektgruppe bekämpft wird allerdings nicht die komplette Schlüsselnummer F65, sondern nur die drei Unterpunkte F65.0, F65.1 und F65.5, welche in dieser Reihenfolge für Fetischismus und Transvestitismus und Sadomasochismus stehen.
Das Projekt entstand in den Jahren 1996 und 1998 auf der Generalversammlung der Norwegian National Association for Lesbian and Gay Liberation (LLH – Landsforeningen for lesbisk og homofil frigjøring), einer norwegischen Organisation für Schwule und Lesben, als Folge einer Umfrage aus dem Jahre 1996, bei der eine deutliche Mehrheit der Mitglieder sich gegen die Diskriminierung und Stigmatisierung der Lederszene, der BDSMler und der Transgender aussprach. Obwohl durch eine schwul-lesbische Organisation gegründet, arbeitet ReviseF65 von Anfang an für alle BDSMler, völlig unabhängig von deren Neigung.
Mit der 21. Europäischen Konferenz der International Lesbian and Gay Association (ILGA) 1999 in Pisa, auf der entschieden wurde das Projekt zu unterstützen, gewann ReviseF65 wichtige europäische Unterstützung. Heute unterstützen über 50 Einzelvereine der ILGA die Ziele des Projekts. Im Jahre 2000 wurde bei der Generalversammlung der European Confederation of Motorcycle Clubs (ECMC) in Mailand ebenfalls die Einrichtung einer Gruppe mit demselben Ziel beschlossen. 2003 konnten die Norwegian Association of Gay and Lesbian Physicians (HLLF – Vereinigung schwul-lesbischer Ärzte) und die Norwegian Society for Clinical Sexology (NFKS – Gesellschaft für klinische Sexualwissenschaften) als Unterstützer gewonnen werden.
Heute ist ReviseF65 die aktivste und bekannteste Gruppe für die Unterstützung der sexualpolitischen Arbeit und der Menschenrechte von Sadomasochisten und Fetischisten in Norwegen. Vorsitzender des Komitees wurde Svein Skeid.

## Arbeitsweise und Verbreitung
Analog zu den Erfahrungen der Organisationen mit der Streichung der Homosexualität als Krankheit, ist eine Streichung von F65.0, F65.1 und F65.5 vom ICD am wahrscheinlichsten, wenn etliche Mitgliedsländer der WHO in ihren nationalen Klassifizierungen der Krankheiten Sadomasochismus, Fetischismus und Transvestitismus als behandlungsbedürftige Erkrankung streichen, deshalb ist die internationale Aufklärung und die Gewinnung von Projektunterstützern in anderen Ländern ein wesentlicher Bestandteil der Arbeit des Projekts. Aufklärung über BDSM, Fetischismus und Transvestitismus ist Teil der Öffentlichkeitsarbeit, ebenso die Verbreitung von Informationen über den jeweiligen nationalen gesetzlichen Status der Sadomasochisten und den ICD.
Die Initiatoren betonen, dass jede Strategie sich an die jeweiligen nationalen, bzw. lokalen Gegebenheiten anpassen sollte, Maßnahmen sind unter anderen die Gewinnung von Unterstützern in nationalen sexualwissenschaftlichen, psychologischen und psychiatrischen Gesellschaften, Einflussnahme auf die politischen Entscheidungsträger in der Gesundheitsverwaltung und die Kooperation mit anderen BDSM-, Fetisch- oder schwul-lesbischen-Initiativen auf nationaler Ebene.
Seit 2002 ist ReviseF65 mit einer Website im Internet vertreten, die sukzessive in andere Sprachen übersetzt wird, seit 2003 ist die von Kathrin Passig übersetzte deutsche Version online und wird erweitert. Daneben existiert neben der norwegischen Fassung auch eine englische und eine portugiesische Fassung, die spanische Version ist in Arbeit.

## Mitglieder und beteiligte Organisationen
Das Projekt besteht neben Organisationsmitgliedern der LLH aus BDSMlern, Mitgliedern der Lederszene und Fetischisten, die die verschiedenen Organisationen aus dem homo-, bi- und heterosexuellen Bereich der Szene repräsentieren auch aus Psychologen, Psychiatern und Sexualwissenschaftlern in und außerhalb Norwegens.
Beteiligte nationale Organisationen sind unter anderem die SLM-Oslo (Scandinavian Leather Men, Oslo), Verkstedet Smia-Oslo, SLM-Bergen (Scandinavian Leather Men, Bergen) und die SMil Norge.
Wichtige Unterstützung fand das Projekt in der europäischen Sektion der International Lesbian and Gay Association, der etliche Vereine aus dem schwul-lesbischen Bereich folgten.

## Unterstützung ReviseF65 in Deutschland
In Deutschland kooperiert die Bundesvereinigung Sadomasochismus (BVSM) mit dem ReviseF65-Komitee, mit dem BVSM-Archiv (wissenschaftliche BDSM-Bibliothek und historisches Archiv) und dem AK Psychologie (Arbeitskreis Psychologie, Sexualwissenschaft und verwandte Themen) als korporatives Mitglied der BVSM.
SMart Rhein-Ruhr unterstützt ebenfalls das ICD-Projekt und arbeitete bereits vor Entstehung des Projekts ab 1992 mit Nichtregierungsorganisationen zusammen, seit 1996 auch mit nationalen wissenschaftlichen Gesellschaften
BDSM Berlin setzt sich in Zusammenarbeit mit der LLH für das Projekt ein, dazu gehören Öffentlichkeitsarbeit und ein Verzeichnis von deutschen "Kink Aware Professionals.
Das Fetisch-&BDSM-Referat Uni Ulm unterstützt ebenfalls ReviseF65. Die studentische Initiative an der Universität Ulm engagiert sich für ein Informationsangebot, die Unterstützung von Forschung und Lehre und baut eine Fachbibliothek auf.
Die Bibliotheken und Archive BDSM-Bibliothek & Archiv, Papiertiger (Enzyklopädie des Sadomasochismus) und die Datenschlag-Chronik des Sadomasochismus setzen sich ebenfalls für eine Streichung von F65.0, F65.1 und F65.5 ein.

## Weiterführende Informationen
In den Vereinigten Staaten von Amerika erfolgte bereits 1994 eine bedeutende Überarbeitung des Diagnostic & Statistical Manual (DSM), das dem nationalen ICD entspricht. Dort wird seither Sadomasochismus als eine gesunde sexuelle Neigung betrachtet, sofern diese nicht das alltägliche Leben der Person beeinträchtigt.
Als erstes EU-Land hat Dänemark im Jahre 1995 Sadomasochismus aus seiner nationalen Klassifikationsliste entfernt.
In Norwegen wurden am 1. Februar 2010 die entsprechenden Diagnoseschlüssel aus dem Katalog entfernt.
In Deutschland sollten 1992 die deutschen Kassenärzte verpflichtet werden ab 1996 die Diagnosen nach dem ICD-10-Schlüssel per Computer zu erfassen, Zielsetzung war die Abrechnungsvereinfachung mit den Krankenkassen. Unter dem Gesundheitsminister Horst Seehofer wurde die ICD zunächst aus datenschutzrechtlichen Gründen nicht eingeführt. Die nachfolgende Gesundheitsministerin Andrea Fischer erließ eine Rechtsverordnung für die verpflichtende Einführung des Klassifikationsschlüssels zum 1. Januar 2000. In Deutschland ist Sadomasochismus nach wie vor unter dem Schlüssel F65.5 in der ICD-10-GM, der modifizierte deutsche Klassifizierung gemäß der WHO-Kriterien unter den „Persönlichkeits- und Verhaltensstörungen“ gelistet.